# 雒魏林
雒魏林（Wilhelm 'Billy' Lockhart，1811年—1896年），是英国伦敦会传教士，他在历史上首次将新教传入北京。

## 傳记
雒魏林生于利物浦，早年在伦敦盖氏医院学习，1843能成为英国皇家外科医生学会会员。曾任利物浦一家诊所的外科医生。1838年被伦敦会派驻中国。7月底，他带家眷启程，同行的还有麦都思，11月中旬抵达巴达维亚，1839年底到广州，加入中华医学传道会。此后断续在澳门的医院工作，同时在广州学习汉语。1839年9月，因中英冲突，他暂时离开中国到巴达维亚。1840年5月，他回到澳门，和前此不久来到澳门的合信医生、戴夫医生共同管理医院。8月，他到舟山为中国人开办一所医院。1841年2月他关闭了医院，离开舟山到澳门和Catherine Parkes 结婚。1842年前往香港，管理医学传道会设立的医院，至1843年春。6月重返舟山，又前往宁波视察，回舟山后在那里从新开办一所医院。11月和来到舟山的麦都思一同到上海。1843年12月抵达上海传教。并行医治病，擅长眼科。1844年在上海老城东门外开设上海第一家西式医院——中国医馆（今仁济医院前身）。1848年3月，他和麦都思等伦敦会教士到青浦传教，当地漕运水手发生冲突，爆发青浦教案。1857年12月雒魏林离开上海返回英国。他在英国逗留两年多；在此期间，雒魏林当选为英国皇家外科医学院院士。
1861年，雒魏林博士离英国取道埃及赶回中国，计划在北京开创医疗事工，9月他就从天津赶到了北京并住在Bruce在英国公使馆的家中。由于皇帝驾崩，他找房子的事情受到了一些影响。10月3号，他在英国使馆旁边找到了一处房子并由英国使馆购得，他来承租。1862年开始的时候，这个医院就全然运作了，这就是现在的协和医院的前身。
就诊患者从开始的一天两三位慢慢发展到每天二三十个。患者来自不同的阶层，官员、商人、工人、农民、乞丐挤满了他的院子。头三个月，注册的病例就达到6815个，实际病例还要比这个多。
从医院开办起，就有当地的新教徒帮助给病人口头的医嘱，也散发一些圣经经文和小册子。医院的候诊室能容纳大概60人，一些听众听了候诊室的布道后开始要求受洗。一年之内，北京的第一个新教教堂就建立起来了。伦敦会这样就成为第一个在北京开办的传教机构。到1864年1月2日，雒魏林就报告说已经有10个布道机构进入北京工作了。
1864年3月，在雒魏林的提议下，杜德珍博士受聘从英国来到这个医疗事工机构。雒魏林就在同年4月结束了他短暂的在京服侍，辗转回到了英国。
1863年，返回英国后著有《在华行医传教二十年》。

## 著作
- 《上海华人医院十一年（1846-1857）年份报告》188页  上海。
- 《在华行医传教二十年》404页， 1861年 伦敦。
- 《中国从报》上雒魏林的几篇文章。